# Залата на мъртъвците
Залата на мъртъвците (на английски: The Hall of the Dead) е фентъзи новела, част от цикъла „Конан Варварина“ започната от Робърт Хауърд през 1930-те години, която остава недовършена и непубликувана до смъртта му. Завършена е от Лион Спраг де Камп, последовател на Хауърд, който открива сред документите му фрагмент-резюме от 650 думи, и е публикувана за първи път в списанието „The Magazine of Fantasy and Science Fiction“ в броя от февруари 1967 година. Същата година е публикувана и в антологията „Conan“ (Lancer, 1967). Оригиналният фрагмент на Робърт Хауърд, без измененията на де Камп, е публикуван за първи път в сп. „Fantasy Crossroads“, бр.1 от ноември 1974 г.

## Сюжет
Внимание:  Текстът по-долу разкрива сюжета на произведението (или части от него)!
Конан се насочва към руините на древния град Ларша в страната Замора, воден от слуховете за скрити съкровища. Преследва го отряд заморски войници, изпратен да го залови заради извършени грабежи от богати търговци и благородници. Начело е офицер на име Нестор. Отрядът се натъква на капан, при задействането на който огромна купчина камъни се свлича върху отряда. Войниците загиват и оцелява единствено Нестор, който успява да се измъкне целият в синини.
Вбесен от загубата на своите войници и страхувайки се от последствията око се завърне без да е заловил кимериеца, Нестор решава да преследва Конан сам. Най-накрая го застига пред стените на Ларша и двамата се впускат в битка. Конан успява да нанесе удар и да пробие шлема на Нестор и го поваля на земята в безсъзнание.
Конан мисли че е убил противника си и навлиза из криволичещите улици на безлюдния град. Скоро се изправя срещу чудовище във формата на гигантски плужек, дълъг четири и половина метра със способността да плюе корозивна киселина със смъртоносна точност. Охлювът преследва Конан през целия град и той се покатерва на покрива на един порутен храм. След като чудовището започва да се изкачва по стената, Конан хвърля отгоре му няколко статуи на гаргойли и охлювът умира.
След като слиза обратно надолу и се уверява, че плужекът е мъртъв, неочаквано чува познат глас и се обръща, за да види Нестор, този път с превързана рана на главата. Ударът на Конан е успял само да го рани, но не и да го убие. Двамата се споразумяват да търсят заедно съкровищата на Ларша и да си поделят каквото открият.
Те влизат в царския дворец на Ларша и успяват да проникнат в голяма зала във вътрешността на палата. В нея откриват няколко прогнили сандъка пълни със злато, сребро и скъпоценни камъни. Съкровището се охранява от мумиите на седем войни-гиганти, седнали в столове покрай стените. Двамата авантюристи си разпределят плячката, но когато Конан пъха в торбата си и статуетката на една нефритена змия, мумиите на гигантите оживяват и ги атакуват.
След отчаяна битка, Конан и Нестор успяват да избягат. Мумиите на гигантите са по петите им, но когато излизат от двореца с показването си на слабата утринна светлина, се свличат на паважа и се превръщат в прах. Това води и до следващ катаклизъм – земята е разтърсена от голям трус и околните стени и колони започат да падат. Двамата се втурват към градските стени. Когато Конан се измъква от Ларша, зад гърба му градът е обърнат в развалини и нито една сграда не е оцеляла, а Нестор също се е изгубил. Конан поема към град Шадизар с пълна торба скъпоценности.
На следващата вечер Конан разказва в любимата си таверна, за приключенията си в Ларша. Когато изпразва съдържанието на торбата, седемте големи зелени скъпоценни камъка също се разпадат на прах. В таверната неочаквано влиза магистрат, последван от градската стража и се опитва да арестува Конан по обвинение в кражба, убийството на войниците на Нестор и влизане в сговор с последния. Магистратът бърка с ръка в торбата и от устата му се разнася вик на ужас. Нефритено-зелена змия, жива и извиваща се, е обвила китката му и забила зъби в ръката му. В последвалата паника Конан успява да избяга. Извън града открива Нестор и двамата сподеелят един на друг своите премеждия. Нестор е оцелял при земетресение в Ларша и също успява да стигне до Шадизар. След което е открит от нощния патрул пиян в една кръчма и при опита си да избяга но губи цялата плячка от съкровището, с изключение на две монети, които той дружески поделя с кимериеца. След като приемат съдбата си с мрачен хумор, двамата решават да се разделят и всеки поема по своя път в нощта.

## Публикации на български език
- 1991: Залата на мъртъвците – в сборника „Конан варваринът“, ИК „Ролис“, София, кн.1 от поредицата „Серия Фантастика“, преводач: Иван Златарски.